# Tara Westover
Tara Westover, född i september 1986 i Clifton i Idaho i USA, är en amerikansk författare och historiker. Hennes memoarbok  Educated (2018) hamnade på förstaplats på The New York Times bästsäljarlista och var nominerad för ett antal utmärkelser i USA, bland annat LA Times Book Prize, PEN America's Jean Stein Book Award, och två utmärkelser från National Book Critics Circle Award. Tidningen New York Times utsåg Educated till "en av de 10 bästa böckerna 2018", och i ett inlägg skrivet av Bill Gates utnämndes Westover av Time som en av de mest inflytelserika personerna under 2019.

## Biografi

### Tidiga år
Westover växte upp som yngst i en syskonskara på sju i det lilla samhället Clifton, Idaho (invånaranatal: 259) med föräldrarna Gene och Faye Westover (båda pseudonymer). Hennes föräldrar anammade en överlevnadslivsstil och misstrodde läkare, sjukvård, skola och myndigheter. Detta medförde att Westover föddes i hemmet med stöd av en barnmorska, aldrig fick kontakt med sjukvården, och inte blev folkbokförd förrän hon var 9 år gammal. Hennes pappas trosuppfattning uteslöt traditionell sjukvård, vilket innebar att Westover och hennes syskon inte fick behandling då de skadades allvarligt vid bilolyckor och vid arbete vid faderns bilskrot. Barnen fick istället behandling av sin mor, som studerat olika former av alternativmedicin.
Westover och hennes syskon fick skolutbildning i hemmet, vilken, enligt hennes memoarer, var ostrukturerad och ofullständig. En äldre bror lärde henne att läsa. Familjen tillhörde mormonkyrkan, och kyrkans skrifter blev det som var tillgängligt för henne att läsa. Utöver detta gavs inga möjligheter att delta i föreläsningar, utbildning i skrivande och litteratur, och det var en mycket begränsad tillgång till böcker och texter för hennes egen förkovran.

### Utbildning
Som tonåring inhandlade Westover böcker och lyckades genom egna studier att klara ACT-examen (American College Testing) och komma in på Brigham Young University. Efter ett strävsamt första år med svårighet att anpassa sig till skolan och det omgivande samhället blev hon mer framgångsrik och examinerades med goda vitsord 2008. Hon fick därefter en Master's degree från University of Cambridge vid Trinity College som en Gates Cambridge Scholar, och blev en gäststudent vid Harvard University 2010. Hon återvände till Trinity College, Cambridge, där hon disputerade 2014.
År 2009, när hon studerade vid Cambridge, påtalade Westover för sina föräldrar att hon allt sedan 15-årsåldern blivit fysiskt och psykiskt misshandlad av en äldre bror. Hennes föräldrar förnekade att något sådant skett, och menade att Westover stod under inflytande av onda makter, och en allvarlig schism uppstod inom familjen. Detta avståndstagande, och hennes ovanliga väg till en universitetsutbildning, är handlingen i hennes memoarer Educated (sv: Allt jag fått lära mig) utgiven 2018.

### Boken "Educated: A Memoir"
År 2018 gav Penguin Random House ut Westover's Educated: A Memoir (svensk titel: Allt jag fått lära mig), som berättar hennes livshistoria om hennes kamp för utbildning och självständighet mot en familj med en rigid ideologi och en isolerad livsstil. Berättelsen blev omedelbart en #1 New York Times bästsäljare, och fick positiva omnämnanden av bland annat The New York Times, The Atlantic Monthly, USA Today, Vogue, och The Economist,.
I augusti 2018 tog förre presidenten Obama med Educated på sin årliga läs-lista för sommaren, och beskrev den som "anmärkningsvärd". Boken beskrevs i december 2018 av Amazon som "Best Book of 2018", och Bill Gates tog med boken på en lista över årets favoritböcker med kommentaren "den är ännu bättre än vad som sagts hittills."
År 2019 har Educated varit mer än ett år på the New York Times bestseller list och arbete pågick med översättningar till över 30 språk. Den var populär i biblioteken i delstaten Utah, och var den bok som hade den längsta väntetiden på lånelistan vid stadsbiblioteket i Salt Lake City i februari år 2019.

### Invändningar mot boken
Familjen har genom juridiskt ombud ifrågasatt delar av Westovers bok, bland annat hennes påståenden om att hennes pappa hade en bipolär störning, och att hennes mamma hade brister i motorik på grund av en hjärnskada. Advokaten Blake Atkin som representerar Westovers föräldrar hävdar att boken Educated förmedlar en snedvriden bild av Gene and Faye Westover.

## Utmärkelser
Westover's bok har fått åtskilliga utmärkelser och omnämnanden:
- Årets bok, American Booksellers Association
- Finalist i Barnes & Noble's utmärkelse "Upptäck stora författare" (Discover Great Writers Award)
- Amazon Editors' pick for the Best Book of 2018
- Med på listan över President Barack Obama's favoritböcker 2018
- Med på läslistan för Bill Gates's semesterläsning 2018
- Utvald av Time Magazine som en av de 100 mest inflytelserika personerna 2019
- Utnämnd som "En av årets bästa böcker" av The Washington Post, Oprah Magazine, Time, NPR, Good Morning America, The San Francisco Chronicle, The Guardian, The Economist, The Financial Times, The New York Post, The Skimm, Bloomberg, Real Simple, Town & Country, Bustle, Publishers Weekly, The Library Journal, Book Riot, och the New York Public Library.[källa behövs]

## Utgåvor
- 2018 –  (på engelska) Educated. London: Windmill Books. Libris 9k4j2bh17b1pjbcd. ISBN 9780099511021
  - Westover, Tara (2019). Allt jag fått lära mig. Översättning: Peter Staffansson (Första utgåvan). Stockholm: Natur & Kultur. Libris 8jkq0rk861n54r5s. ISBN 9789127150898